# Gary Dourdan

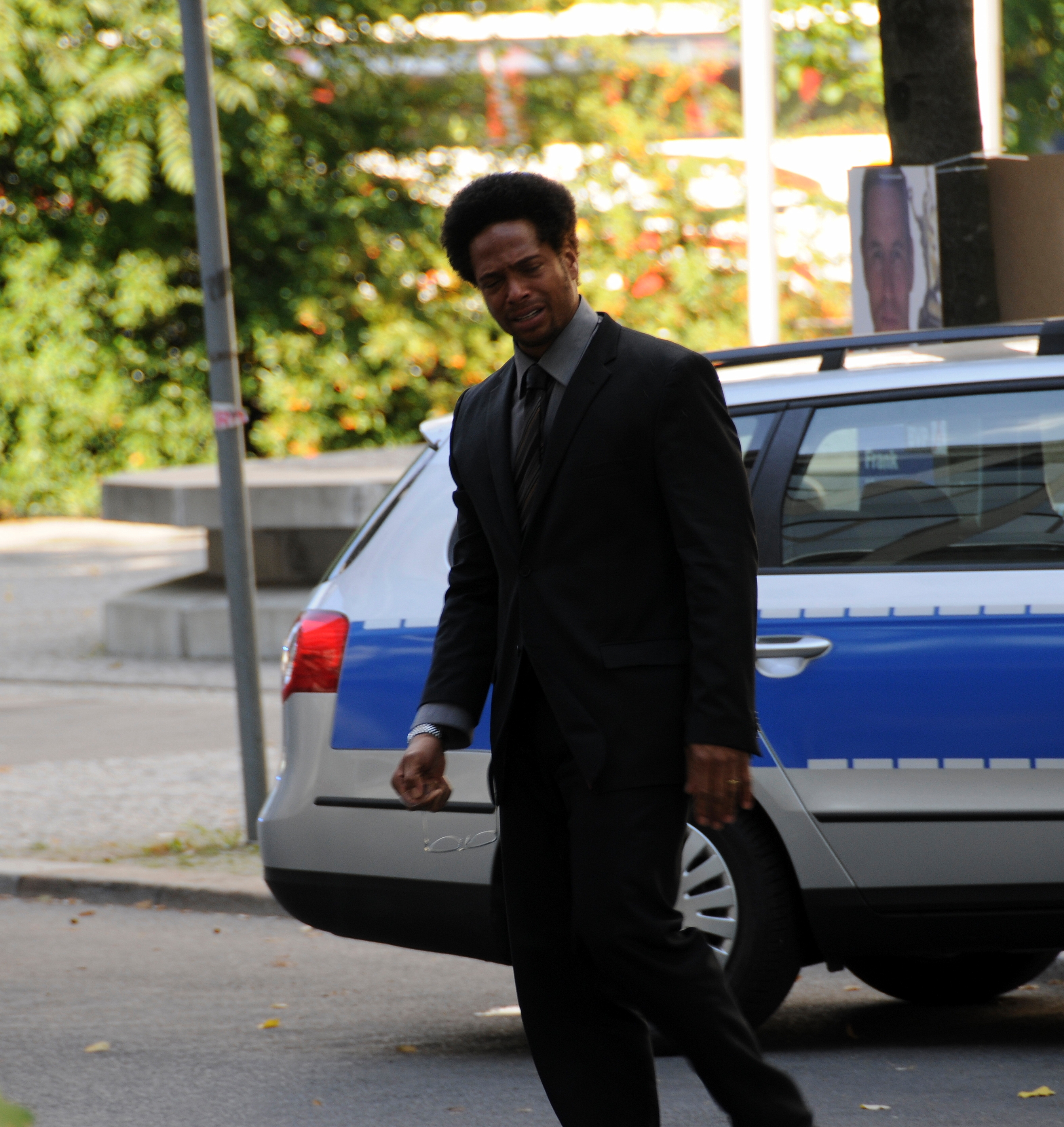
Gary Dourdan (2008)

Gary Dourdan (* 11. Dezember 1966 in Philadelphia, Pennsylvania) ist ein US-amerikanischer Schauspieler. Er wurde insbesondere bekannt durch seine Rolle als Spurensicherer Warrick Brown in der Serie CSI: Den Tätern auf der Spur.

## Leben
Nach der Highschool war Dourdan als Musiker aktiv. Mit seiner 1994 gegründeten Band The Bell Café trat er in Clubs auf. 1992 trat er über mehrere Folgen in College-Fieber, dem Ableger der Cosby Show auf. Zwei Jahre später bekam er eine kleine Rolle in dem Film Schlagzeilen von Ron Howard, in dem unter anderem die Oscar-Gewinner Robert Duvall, Marisa Tomei und Jason Robards sowie Glenn Close zu sehen waren. 1997 wurde er in Playing God und Alien – Die Wiedergeburt besetzt. 2000 stellte Dourdan in einem Fernsehfilm über Muhammad Ali Malcolm X dar. Von 2000 bis 2008 war er in der erfolgreichen Serie CSI: Den Tätern auf der Spur als Warrick Brown zu sehen. Nachdem er sich mit der Produktionsfirma nicht auf einen neuen Vertrag hatte einigen können, schied er nach der 8. Staffel aus.
Neben seiner Fernseharbeit veröffentlichte er unter dem Namen Kolade 2003 und 2004 zwei Musikalben.
Im Jahr 2008 wurde Dourdan wegen des Besitzes von Kokain und Ecstasy verhaftet. 2011 wurde er wegen Körperverletzung festgenommen, nachdem er seiner Freundin die Nase gebrochen hatte. Er erhielt eine Bewährungsstrafe sowie die Auflagen, einen 52-wöchigen Kurs gegen häusliche Gewalt zu absolvieren und sich fünf Jahre von dem Opfer fernzuhalten. Dourdan erklärte sich 2012 für Bankrott, sein Schuldenstand gegenüber Gläubigern betrug 1,7 Millionen US-Dollar.

## Filmografie (Auswahl)
- 1991–1992: College Fieber (Fernsehserie, 15 Folgen)
- 1994: Schlagzeilen
- 1995: The Office (Fernsehserie)
- 1996: Swift Justice (Fernsehserie)
- 1996: Superman – Die Abenteuer von Lois & Clark (Fernsehserie, Folge 3x12)
- 1997: Playing God
- 1997: Alien – Die Wiedergeburt (Alien: Resurrection)
- 1998: Thursday – Ein mörderischer Tag
- 1998: Scar – Ohne Gesetz
- 1999: Seven Days (Fernsehserie, Folge 1x15)
- 2000: King of the World
- 2000–2008: CSI: Den Tätern auf der Spur (Fernsehserie)
- 2001: Impostor
- 2007: Verführung einer Fremden (Perfect Stranger)
- 2007: Black August
- 2008: Fire
- 2011: Jumping the Broom
- 2014: Glee (Fernsehserie, 1 Folge)
- 2015: Being Mary Jane (Fernsehserie, 10 Folgen)
- 2017: Media (Fernsehfilm)
- 2017: Guns Guitars and a Badge.
- 2018: All she wrote
- 2021: Redemption Day
- 2021: First Wives Club (Fernsehserie, 7 Folgen)
- 2022: Assassin – Rache ist süß (The Moderator)
- 2023: And Just Like That … (Fernsehserie, 2 Folgen)

## Videospiele
- 2008: Batman: Gotham Knight (Crispus Allen Synchronisation)
- 2007: CSI: Crimes Scene Investigation – Hard Evidence (CSI Warrick Brown Synchronisation)
- 2006: CSI: 3 Dimensions of Murder (CSI Warrick Brown Synchronisation)
- 2004: CSI: Crimes Scene Investigation – Dark Motives (CSI Warrick Brown Synchronisation)
- 2003: CSI: Crimes Scene Investigation (CSI Warrick Brown Synchronisation)
- 2000: Alien: Die Wiedergeburt (Alien: Resurrection, Chrstie Synchronisation)